# Tom Carter
Thomas Carter III (St. Petersburgh, 5 settembre 1972) è un ex giocatore di football americano statunitense che ha militato nel ruolo di cornerback nella National Football League (NFL).

## Biografia
Dopo avere giocato a football al college a Florida State, Carter fu scelto come 17º assoluto nel Draft NFL 1993 dai Washington Redskins. Vi giocò per quattro stagioni, partendo sempre come titolare a partire dalla seconda e facendo registrare un primato personale di 5 intercetti nel 1996. L'anno seguente passò ai Chicago Bears e nel 1999 ai Cincinnati Bengals, con cui concluse la carriera nel 2001.

## Statistiche
| Tackle     | 361 |
| intercetti | 27  |